# دالاس سايمور
دالاس سايمور (بالإنجليزية: Dallas Seymour)‏ هو لاعب اتحاد الرغبي نيوزيلندي، ولد في 19 أغسطس 1967 في Tokoroa ‏ في نيوزيلندا.

## روابط خارجية
- دالاس سايمور على موقع اتحاد ألعاب الكومنولث (مؤرشف) (الإنجليزية)